# Мартен, Жозе
Жозе́ Марте́н (фр. Joseph Martin M.Afr., 29 апреля 1903 года, Шиме, Бельгия — 13 июня 1982 года, Бурури, Бурунди) — католический прелат, первый епископ Нгози с 10 ноября 1959 года по 6 июня 1961 год, первый епископ Бурури с 6 июня 1961 года по 17 сентября 1973 год, член монашеской конгрегации Миссионеров Африки.

## Биография
29 сентября 1926 года Жозе Мартен был рукоположён в священника в монашеской конгрегации Миссионеров Африки.
14 июля 1949 года Римский папа Пий XII учредил апостольский викариат Нгози, после чего назначил Жозе Марнтеном апостольским викарием Нгози и титулярным епископом Оливы. 30 ноября 1949 года состоялось рукоположение Жозе Мартена в епископа, которое совершил Епархия Намураепископ Намура Андре Мари Шару в сослужении с епископом Жэхэ Луи Янссенсом и епископом Матади.
10 ноября 1959 года Римский папа Иоанн XXIII преобразовал апостольский викариат Нгози в епархию и Жозе Мартен стал её первым епископом.
6 июня 1961 года Римский папа Иоанн XXIII учредил епархию Бурури и назначил Жозе Мартена её первым епископом.
Участвовал в работе I, II и IV сессиях Второго Ватиканского собора. 
17 сентября 1973 года подал в отставку. Скончался 13 июня 1982 года в городе Бурури.